# Teste de ácido nucleico
Um teste de ácido nucleico, também chamado de teste "NAT" (do inglês nucleic acid amplification test - "NAAT"), é uma técnica bioquímica usada para detectar um vírus ou uma bactéria. Estes testes foram desenvolvidos para diminuir o período de janela, um período que ocorre entre a infecção do paciente e o momento em que há a positivação dos testes ELISA.
O termo inclui qualquer teste que diretamente detecta o material genético do organismo ou vírus infectante. Vários métodos estão incluidos neste grupo, entre eles estão os métodos baseados na reação em cadeia da polimerase (PCR).